# Olympische Sommerspiele 2020/Teilnehmer (Honduras)
| Gelbes Symbol für Goldmedaillen mit stilisierten Olympischen Ringen | Graues Symbol für Silbermedaillen mit stilisierten Olympischen Ringen | Braundes Symbol für Bronzemedaillen mit stilisierten Olympischen Ringen |
| ------------------------------------------------------------------- | --------------------------------------------------------------------- | ----------------------------------------------------------------------- |
| —                                                                   | —                                                                     | —                                                                       |

Honduras nahm an den Olympischen Spielen 2020 in Tokio mit 27 Sportlern in fünf Sportarten teil. Es war die insgesamt 12. Teilnahme an Olympischen Sommerspielen.

## Teilnehmer nach Sportarten

### Fußball
| Wettbewerb      | Männer (Spiele/Tore) |
| --------------- | --- |
| Athleten        | Jorge Álvarez (3/0) Jorge Benguché (2/0) Wesly Decas (3/0) José García (2/0) Alex Güity (3/0) Denil Maldonado (3/0) Douglas Martínez (3/0) Carlos Meléndez (3/0) Christopher Meléndez (3/0) Jonathan Núñez (1/0) Juan Obregón Jr. (1/1) Elvin Oliva (3/0) Luis Palma (3/1) Michael Perelló (1/0) Carlos Pineda (3/0) Rigoberto Rivas (3/1) José Reyes (3/0) Edwin Rodríguez (3/0) |
| Trainer         | Miguel Falero |
| P-Akkreditierte | Samuel Elvir Brayan Moya (1/0) José Pinto Bryan Ramos |
| Gruppenphase    | Rumänien (0:1) Neuseeland (3:2) Südkorea (0:6) |
| Viertelfinale   | ausgeschieden |
| Halbfinale      | ausgeschieden |
| Finale          | ausgeschieden |
| Platzierung     | Gruppenletzter |

### Judo
| Athleten     | Wettbewerb | 1. Runde   | 1. Runde | 2. Runde      | 2. Runde      | Viertelfinale | Viertelfinale | Halbfinale / Trostrunde | Halbfinale / Trostrunde | Finale / Platz 3 | Finale / Platz 3 | Rang          |
| Athleten     | Wettbewerb | Gegner     | Ergebnis | Gegner        | Ergebnis      | Gegner        | Ergebnis      | Gegner                  | Ergebnis                | Gegner           | Ergebnis         | Rang          |
| ------------ | ---------- | ---------- | -------- | ------------- | ------------- | ------------- | ------------- | ----------------------- | ----------------------- | ---------------- | ---------------- | ------------- |
| Frauen       |            |            |          |               |               |               |               |                         |                         |                  |                  |               |
| Cergia David | bis 63 kg  | K. Quadros | 0:10DNS  | ausgeschieden | ausgeschieden | ausgeschieden | ausgeschieden | ausgeschieden           | ausgeschieden           | ausgeschieden    | ausgeschieden    | ausgeschieden |

### Leichtathletik
Laufen und Gehen 
| Athleten   | Wettbewerb | Runde 1 | Runde 1 | Halbfinale | Halbfinale | Finale    | Finale | Rang |
| Athleten   | Wettbewerb | Zeit    | Rang    | Zeit       | Rang       | Zeit      | Rang   | Rang |
| ---------- | ---------- | ------- | ------- | ---------- | ---------- | --------- | ------ | ---- |
| Männer     |            |         |         |            |            |           |        |      |
| Iván Zarco | Marathon   | —       | —       | —          | —          | 2:44:36 h | 76     | 76   |

### Schwimmen
| Athleten      | Wettbewerb          | Vorlauf     | Vorlauf | Halbfinale    | Halbfinale    | Finale        | Finale        | Rang |
| Athleten      | Wettbewerb          | Zeit        | Rang    | Zeit          | Rang          | Zeit          | Rang          | Rang |
| ------------- | ------------------- | ----------- | ------- | ------------- | ------------- | ------------- | ------------- | ---- |
| Frauen        |                     |             |         |               |               |               |               |      |
| Julimar Ávila | 200 m Schmetterling | 2:15,36 min | 16      | 2:16,38 min   | 16            | ausgeschieden | ausgeschieden | 16   |
| Männer        |                     |             |         |               |               |               |               |      |
| Julio Horrego | 100 m Brust         | 1:02,45 min | 43      | ausgeschieden | ausgeschieden | ausgeschieden | ausgeschieden | 43   |
| Julio Horrego | 200 m Brust         | 2:17,51 min | 37      | ausgeschieden | ausgeschieden | ausgeschieden | ausgeschieden | 37   |

### Taekwondo
| Athleten    | Wettbewerb        | Achtelfinale | Achtelfinale | Viertelfinale | Viertelfinale | Hoffnungsrunde Halbfinale | Hoffnungsrunde Halbfinale | Halbfinale    | Halbfinale    | Hoffnungsrunde Finale | Hoffnungsrunde Finale | Finale        | Finale        | Rang |
| Athleten    | Wettbewerb        | Gegner       | Ergebnis     | Gegner        | Ergebnis      | Gegner                    | Ergebnis                  | Gegner        | Ergebnis      | Gegner                | Ergebnis              | Gegner        | Ergebnis      | Rang |
| ----------- | ----------------- | ------------ | ------------ | ------------- | ------------- | ------------------------- | ------------------------- | ------------- | ------------- | --------------------- | --------------------- | ------------- | ------------- | ---- |
| Frauen      |                   |              |              |               |               |                           |                           |               |               |                       |                       |               |               |      |
| Keyla Ávila | Klasse über 67 kg | Zheng Shuyin | 1:20         | ausgeschieden | ausgeschieden | ausgeschieden             | ausgeschieden             | ausgeschieden | ausgeschieden | ausgeschieden         | ausgeschieden         | ausgeschieden | ausgeschieden | 11   |